# Alexander Figotin
Alexander Lwowitsch Figotin (* 23. Februar 1954) ist ein russischstämmiger US-amerikanischer mathematischer Physiker und Professor an der University of California, Irvine.
Figotin wurde 1980 an der Staatlichen Universität in Taschkent promoviert.
Neben Schrödinger-Operatoren in zufälligen Medien (worüber er mit Leonid Pastur eine Monographie veröffentlichte) befasst er sich mit anderen Themen mathematischer Physik, wie elektromagnetischen Wellen in linearen und nichtlinearen komplexen Medien (wie nichtlinearen photonischen Kristallen), dissipativen und offenen Systemen, Lokalisierung bei klassischen Wellen, statistischer Mechanik und Zufallszahlgeneratoren.

## Schriften
- mit Leonid Pastur:  Spectra of random and almost-periodic operators, Grundlehren der mathematischen Wissenschaften 297, Springer 1992
- mit Leonid Pastur: Theory of disordered spin systems, Theoretical and Mathematical Physics, Band 35, 1978, S. 403–414
- mit I. Vitebskiy: Electromagnetic unidirectionality in magnetic photonic crystals, Physical Review B, Band 67, 2003, S. 165–210
- mit P. Kuchment: Band-gap structure of spectra of periodic dielectric and acoustic media. I. Scalar model, SIAM Journal on Applied Mathematics, Band 56, 1996, S. 68–88
- mit A. Klein: Localization of classical waves I: Acoustic waves, Communications in mathematical physics, Band 180, 1996, S. 439–482
- mit A. Klein: Localization of classical waves II: Electromagnetic waves, Communications in mathematical physics, Band 184, 1997, S. 411–441
- mit P. Kuchment: Spectral properties of classical waves in high-contrast periodic media, SIAM Journal on Applied Mathematics, Band 58, 1998, S. 683–702
- mit A. Klein: Localized classical waves created by defects, Journal of statistical physics, Band 86, 1997, S. 165–177